# 4157-es busz
A 4157-es jelzésű autóbuszvonal Ózd és Mezőkövesd (Ózd – Eger – Mezőkövesd) között húzódó helyközi vonal, amelyet a Volánbusz Zrt. üzemeltet.

## Útvonala
Az ózdi autóbusz-állomásról indul. A Munkás, majd a Pázmány úton indul el Farkaslyuk irányába, melyet 4 kilométer múlva el is ér. Belterületét követően a csernelyi fehérneműüzem határában halad el, majd hamarosan eléri a települést és a szomszédos Bükkmogyorósdot. Megyehatárt lép és továbbhalad a 2508-as mellékúton, majd a 2506-osba csatlakozik a Szalajka-völgyről híres Szilvásváradon. Utóbbi perceiben kétszer is keresztezi az Eger–Putnok-vasútvonalat, majd a Bükk nyugati részén túl Bélapátfalvára érkezik. Mónosbél következik, aztán a 25-ös főútra kanyarodik, Szarvaskőt érinti és Almárt is kiszolgálja kettő megállóban. Elérkezik Heves megye megyeszékhelyébe, Egerbe, amelyen belül Felnémetet, Nagylapost, a belvárost, és a Lajosváros egy részét bejárja. Az M25-ös autóúttal párhuzamosan elhelyezkedő Andornaktályán megy keresztül és a 253-as főúton nyílegyenesen éri el Mezőkövesdet. Először a Zsóry Gyógy- és Strandfürdőhöz tesz kitérést, aztán végállomásozik a 2023 decemberétől a vasútállomás mellett található autóbusz-állomáson.
Eger Felnémet, felsőtárkányi elágazás – Tompa utca szakaszán a helyi jegyek és bérletek elfogadottak a járatokon.

## Közlekedése
Indítása csak munkanapokon történik, mára már csak egy pár járattal. 2020. december 12-én megszűnt egy időre a vonal, melyben Egerig tartó indítások is voltak, de 2022. március 5-én újraindították.
A vonal törzsjárműve egy AA DS-277 forgalmi rendszámú Credo Inovell 12 autóbusz.
| Viszonylat                             | Indításszám | Közlekedési rend |
| -------------------------------------- | ----------- | ---------------- |
| Ózd, aut. áll. – Mezőkövesd, aut. áll. | 1 pár       | munkanapokon     |

## Megállóhelyei
| 0                                            | Ózd, autóbusz-állomás végállomás                                    | 0.0 km  | 1, 2, 2A, 3, 4, 6, 7, 8, 12, 20A, 23, 26, 46, 47, 68, 74, 76, 78 1031, 1034, 1051, 1369, 1384, 1411 3410, 3770, 3773, 4101, 4102, 4104, 4140, 4145, 4147, 4148, 4150, 4151, 4153, 4155, 4158, 4160, 4161, 4180, 4185, 4186 |
| 1                                            | Ózd, Petőfi tér                                                     | 1.2 km  | 1, 2, 4, 8, 12, 20, 21, 23 3410, 3412, 4101, 4102, 4153, 4154, 4158, 4160, 4161 |
| 2                                            | Ózd, Pázmány út 150.                                                | 2.6 km  | 3410, 3412, 4101, 4153, 4158, 4160, 4161 |
| 3                                            | Farkaslyuk, autóbusz-váróterem                                      | 4.5 km  | 3410, 3412, 4101, 4153, 4154, 4158, 4160, 4161 |
| 4                                            | Farkaslyuk, újtelep                                                 | 5.1 km  | 3410, 3412, 4153, 4154, 4160, 4161 |
| 5                                            | Farkaslyuk, Görgei utca (↓)                                         | 5.7 km  | 3410, 4153, 4160, 4161 |
| 6                                            | Csernely, fehérneműüzem bejárati út                                 | 10.5 km | 3410, 3412, 4153, 4154, 4160, 4161 |
| 7                                            | Csernelyi elágazás                                                  | 11.2 km | 3410, 3412, 3486, 4153, 4154, 4160, 4161 |
| 8                                            | Csernely, autóbusz-váróterem                                        | 11.6 km | 3410, 3412, 3486, 4154, 4160, 4161 |
| 9                                            | Vállós úti major                                                    | 12.9 km | 3410, 3412, 4161 |
| 10                                           | Bükkmogyorósd, autóbusz-váróterem                                   | 14.1 km | 3410, 3412, 3486, 4161 |
| 11                                           | Szilvásvárad, vasútállomás bejárati út                              | 17.9 km | 3410, 3412, 3486 személyvonat – Szilvásvárad [87.] |
| 12                                           | Szilvásvárad, Miskolci út 28.                                       | 18.9 km | 1054 3408, 3410, 3411, 3412, 3486, 4194 |
| 13                                           | Szilvásvárad, Szalajka-völgyi elágazás                              | 19.6 km | 1054 3408, 3410, 3411, 3412, 3486, 4194 |
| 14                                           | Szilvásvárad, camping                                               | 20.2 km | 3408, 3410, 3411, 3412 személyvonat – Szilvásvárad-Szalajkavölgy [87.] |
| 15                                           | Bélapátfalva, ipari park                                            | 24.2 km | 3404, 3408, 3410, 3411, 3412, 3485 |
| 16                                           | Bélapátfalva, egészségház                                           | 25.1 km | 1054 3408, 3410, 3411, 3412, 3485 személyvonat – Bélapátfalvi Cementgyár [87.] |
| 17                                           | Bélapátfalva, városháza                                             | 25.7 km | 1054 3403, 3404, 3408, 3410, 3411, 3412, 3485 |
| 18                                           | Bélapátfalva, vásártér                                              | 26.5 km | 3402, 3404, 3408, 3410, 3411, 3412 |
| 19                                           | Mónosbél, Béke út                                                   | 28.4 km | 3402, 3404, 3408, 3410, 3411, 3412 |
| 20                                           | Mónosbél, vasútállomás                                              | 29.0 km | 1054 3402, 3404, 3408, 3410, 3411, 3412 személyvonat – Mónosbél [87.] |
| 21                                           | Tardosi kőbányák                                                    | 31.5 km | 3402, 3404, 3408, 3410, 3411, 3412 |
| 22                                           | Barátkert, Tardosi sporttábor                                       | 32.8 km | 3402, 3404, 3408, 3410, 3411, 3412 |
| 23                                           | Mónosbéli elágazás                                                  | 34.0 km | 3400, 3402, 3403, 3404, 3408, 3409, 3410, 3411, 3412, 3481 |
| 24                                           | Szarvaskő, központ                                                  | 35.1 km | 1051, 1054 3400, 3402, 3403, 3404, 3408, 3409, 3410, 3411, 3412, 3481 személyvonat – Szarvaskő [87.] |
| 25                                           | Szarvaskő, újtelep                                                  | 35.7 km | 3400, 3402, 3403, 3404, 3408, 3409, 3410, 3411, 3412, 3481 |
| 26                                           | Almár, hobbitelkek                                                  | 37.3 km | 3400, 3402, 3403, 3404, 3408, 3409, 3410, 3411, 3412, 3481 |
| 27                                           | Eger, Almár vasúti megállóhely                                      | 40.3 km | 3400, 3402, 3403, 3404, 3408, 3409, 3410, 3411, 3412, 3481 személyvonat – Almár [87.] |
| Helyi jegyek és bérletek érvényességi határa |                                                                     |         | |
| 28                                           | Eger (Felnémet), felsőtárkányi elágazás                             | 42.8 km | 4, 11, 14, 14E, 16, 914 1053, 1383 3400, 3402, 3403, 3404, 3405, 3408, 3409, 3410, 3411, 3412, 3414, 3435, 3481 személyvonat – Eger-Felnémet [87.] |
| 29                                           | Eger (Felnémet), Egri út                                            | 43.5 km | 4, 11, 14, 14E, 16, 914 3405, 3410, 3414 |
| 30                                           | Eger, Nagylapos                                                     | 43.8 km | 4, 11, 14, 14E, 16, 914 1053, 1054, 1383 3400, 3402, 3403, 3404, 3405, 3408, 3409, 3410, 3411, 3412, 3414, 3435, 3481 |
| 31                                           | Eger, Shell kút                                                     | 44.4 km | 4, 7, 11, 12, 13, 14, 14E, 17, 112, 113, 914 1383 3410, 3414, 3435, 3454 |
| 32                                           | Eger, Kővágó tér                                                    | 44.8 km | 4, 7, 11, 13, 14, 14E, 17, 113 1051, 1053, 1054 3400, 3402, 3403, 3404, 3408, 3409, 3410, 3411, 3412, 3435, 3454, 3481 |
| 33                                           | Eger, Garzonház                                                     | 45.1 km | 4, 7, 13, 14, 14E, 17, 113 1383 3410, 3435, 3454 |
| 34                                           | Eger, Kisasszony temető                                             | 45.9 km | 4, 7, 13, 17, 113 3410, 3454 |
| 35                                           | Eger, Bartakovics út                                                | 46.3 km | 4, 13, 113 1347, 1349, 1351, 1352, 1383, 1447 3400, 3402, 3403, 3404, 3408, 3409, 3410, 3411, 3412, 3435, 3454, 3470, 3471, 3472, 3473, 3474, 3476, 3479, 3481, 3482, 3483, 3484, 3488 |
| 36                                           | Eger, autóbusz-állomás                                              | 47.0 km | 2, 2A, 4, 5, 5A, 6, 7, 7A, 11, 12, 14, 14E, 16, 17, 112, 914 1049, 1050, 1051, 1053, 1054, 1343, 1344, 1346, 1347, 1348, 1349, 1351, 1352, 1362, 1380, 1383, 1426, 1427, 1428, 1447, 1466, 1468, 1517 3400, 3402, 3403, 3405, 3406, 3407, 3408, 3409, 3410, 3411, 3412, 3414, 3415, 3416, 3417, 3418, 3419, 3420, 3423, 3424, 3426, 3430, 3431, 3432, 3433, 3434, 3435, 3440, 3441, 3442, 3443, 3444, 3445, 3446, 3448, 3450, 3455, 3456, 3457, 3458, 3462, 3469, 3470, 3471, 3472, 3473, 3474, 3476, 3479, 3480, 3481, 3482, 3483, 3484, 3488, 3604, 3660, 3667, 4012, 4014, 4015 |
| 37                                           | Eger, Törvényszék (↓)                                               | 47.3 km | 2, 2A, 4, 5, 5A, 6, 7, 7A, 11, 12, 14, 14E, 16, 17, 112, 914 3405, 3406, 3407, 3410 |
| 38                                           | Eger, színház                                                       | 47.7 km | 2, 2A, 7, 7A, 11, 12, 14, 14E, 17, 112 1053, 1054, 1343, 1344, 1346, 1348, 1362, 1380, 1381, 1426, 1427, 1428, 1447, 1468, 1517 3402, 3408, 3410, 3411, 3414, 3419, 3420, 3423, 3424, 3426, 3430, 3431, 3433, 3434, 3435, 3436, 3440, 3441, 3442, 3443, 3444, 3445, 3448, 3667, 4011, 4014, 4015, 4018, 4021, 4022 |
| 39                                           | Eger, vasútállomás bejárati út (↓) Eger, sportpálya bejárati út (↑) | 48.4 km | 2, 2A, 11, 12, 14, 14E, 112 1050, 1051, 1053, 1054, 1343, 1348, 1362, 1380, 1402, 1427, 1466, 1517 3400, 3402, 3410, 3411, 3414, 3420, 3423, 3424, 3430, 3431, 3432, 3433, 3434, 3435, 3440, 3441, 3442, 3443, 3444, 3445, 3446, 3448, 3479, 3484, 3667, 4015 |
| 40                                           | Eger, vasútállomás                                                  | 48.8 km | 1383 3410 Mátra InterRégió, személyvonat – Eger [87/87a] |
| 41                                           | Eger, Széna tér (↓) Eger, vasútállomás bejárati út (↑)              | 49.5 km | 3A, 6, 11, 12, 13, 14, 14E, 112, 113 1050, 1051, 1053, 1054, 1343, 1346, 1348, 1362, 1380, 1402, 1427, 1466, 1517 3400, 3402, 3407, 3408, 3410, 3411, 3414, 3423, 3424, 3426, 3430, 3431, 3432, 3433, 3434, 3435, 3436, 3440, 3441, 3442, 3443, 3444, 3445, 3446, 3448, 3472, 3479, 3482, 3484, 3667, 4011, 4015 |
| 42                                           | Eger, Galagonyás utca                                               | 49.9 km | 3A, 6, 11, 12, 13, 14, 14E, 16, 112, 113, 914 3407, 3410, 3414 |
| 43                                           | Eger, Nagyváradi út                                                 | 50.3 km | 3A, 6, 11, 12, 13, 14, 14E, 16, 112, 113, 914 1050, 1346, 1380, 1427, 1517 3402, 3407, 3408, 3410, 3411, 3414, 3423, 3430, 3431, 3433, 3435, 3442, 3443, 3445, 4011, 4015 |
| 44                                           | Eger, Aradi út                                                      | 50.8 km | 3A, 6, 11, 12, 13, 14, 14E, 16, 112, 113, 914 3407, 3410, 3414, 3435 |
| 45                                           | Eger, Tompa utca                                                    | 51.0 km | 3A, 6, 11, 12, 13, 14, 14E, 16, 112, 113, 914 1050, 1051, 1053, 1054, 1343, 1346, 1348, 1362, 1380, 1427, 1466, 1517 3402, 3408, 3410, 3411, 3414, 3423, 3424, 3426, 3430, 3431, 3432, 3433, 3434, 3435, 3436, 3440, 3441, 3442, 3443, 3444, 3445, 3446, 3448, 3472, 3479, 3482, 3484, 3667, 4011, 4015 |
| Helyi jegyek és bérletek érvényességi határa |                                                                     |         | |
| 46                                           | Eger, Kistályai út                                                  | 53.7 km | 1344, 1380, 1381, 1426, 1427, 1428, 1447, 1468 3405, 3414, 3423, 3424, 3426, 3431, 3435, 3436, 4014, 4015, 4018, 4021 |
| 47                                           | Andornaktálya, iskola                                               | 54.9 km | 1343, 1344, 1346, 1380, 1381, 1426, 1427, 1428, 1447, 1468 3405, 3414, 3423, 3424, 3426, 3431, 3435, 3436, 4014, 4015, 4018, 4021 |
| 48                                           | Andornaktálya, községháza                                           | 55.9 km | 1344, 1381, 1426, 1427, 1428 3405, 3414, 3423, 3424, 3426, 3431, 3435, 3436, 4014, 4015, 4018, 4021 |
| 49                                           | Andornaktálya, szociális otthon                                     | 57.3 km | 1343, 1344, 1346, 1380, 1381, 1426, 1427, 1428, 1447, 1468 3405, 3414, 3423, 3424, 3426, 3431, 3435, 3436, 4014, 4015, 4018, 4021 |
| 50                                           | Mezőkövesd, Váci Mihály utca                                        | 68.7 km | 1, 2 1050, 1344, 1380, 1381, 1426, 1427, 1428, 1447, 1468 3406, 3419, 4011, 4015, 4018, 4021, 4022 |
| 51                                           | Mezőkövesd, gyógyfürdő                                              | 73.2 km | 2, 2B 1376 3746, 3749, 4013, 4014, 4015 |
| 52                                           | Mezőkövesd, SZTK rendelőintézet                                     | 77.1 km | 1, 2, 2B, 3 1344, 1375, 1377, 1426, 1427, 1428, 1447, 1448, 1468 3406, 3416, 3418, 3419, 3749, 4001, 4006, 4007, 4008, 4009, 4010, 4011, 4014, 4015, 4016, 4017, 4019, 4023, 4026, 4030 |
| 53                                           | Mezőkövesd, Széchenyi utca                                          | 77.8 km | 1, 2B, 3 1344, 1375, 1377, 1426, 1427, 1428, 1447, 1448, 1468 3406, 3416, 3418, 3419, 3749, 4001, 4006, 4007, 4008, 4009, 4010, 4011, 4014, 4015, 4016, 4017, 4019, 4023, 4026, 4030 |
| 54                                           | Mezőkövesd, autóbusz-állomás végállomás                             | 78.6 km | 1, 2B, 3 1344, 1375, 1377, 1426, 1427, 1428, 1447, 1448, 1468 3406, 3416, 3418, 3419, 3749, 4001, 4006, 4007, 4008, 4010, 4014, 4015, 4016, 4017, 4019, 4023, 4026, 4030 IC, személyvonat – Mezőkövesd [80.] |